# Сантурян, Олег Валерьевич
Олег Валерьевич Сантурян (27 сентября 1970 — 5 июля 1997) — советский и российский хоккеист, нападающий.

## Биография
Воспитанник воскресенского «Химика». Начинал играть в командах низших лиг «Кристалл» Электросталь, «Машиностроитель» Новосибирск (обе — 1988/89) и СКА Новосибирск (1988/89 — 1989/90). В сезонах 1990/91 — 1992/93 играл за «Химик». В 1993—1994 годах выступал за команду ECHL «Ричмонд Ренегейдс», провёл 9 игр за «Чатем Уилз» и один матч за «Роанок Экспресс».
Бронзовый призёр юниорского чемпионата Европы 1988 года.
Погиб 5 июля 1997 года в автоаварии в возрасте 26 лет.